# Cocorăștii Mislii
Cocorăștii Mislii – wieś w Rumunii, w okręgu Prahova, w gminie Cocorăștii Mislii. W 2011 roku liczyła 1797 mieszkańców.